# Медаль «За визволення Кубані»
Медаль «За визволення Кубані» — проект нагороди Кубанської Народної республіки для відзнаки білогвардійців — учасників визволення Кубанського краю від більшовикiв; затверджений 8 грудня 1918.

## Опис
Медаль звичайного розміру світлої бронзи з гербом кубанського Козачого Війська на аверсі і з написом «За восвобождение Кубани 1918» і зазначенням ступеня на звороті. Медаль першої ступені кріпиться на поєднаних георгіївській і кубанській національній стрічці, другої ступені — на поєднаній володимирській та кубанській національній стрічці.
На аверсі медалі «За визволення Кубані» по центру зображувався герб Кубанського козачого війська. Навколо герба був зображений рельєфний круг, між ним та краєм медалі по колу йшов напис «За визволення Кубані», а внизу був написаний рік «1918».

## Коло нагороджених
Медаль «За визволення Кубані» І ступеня призначалася для всіх учасників боїв проти більшовизму у складі Добровольчої Армії в період із 1 квітня 1918 по день остаточного визволення Кубані від більшовиків, а також усім чинам партизанських загонів, усім особам інших організацій активної боротьби з більшовиками в той же період.
Медаль ІІ ступеня учасникам Добровольчої Армії, які з 1 квітня по день визволення Кубані від більшовиків, в боях участі не брали, але сприяли своєю діяльністю визволення Кубані; всім, хто надали матеріальну допомогу в справі формування партизанських загонів, а також усім чинам таких загонів, в боях участі не брали.

## Історія
Нагорода так і залишилися на папері і ніколи на Кубані виготовлені не була. Можливо, нагороджені ними отримали лише свідоцтва.